# What I've Done
"What I've Done" 은 미국의 록 밴드 린킨 파크의 3번째 정규 음반인 Minutes to Midnight에 수록된 곡이자 첫 번째 싱글 음반이다. 2007년 4월 1일 라디오 싱글로 공개하였으며 이어 4월 2일에는 디지털 다운로드로, 4월 30일에는 CD 싱글로 발매하였다. 6월 28일 영화 트랜스포머가 개봉되면서 이 영화의 OST로도 사용되었다.
2009년 12월 2일에는 Road To Revolution: Live At Milton Keynes에 수록된 "What I've Done" 라이브 트랙이 52회 그래미상 최고의 하드 록 퍼포먼스 부문 후보에 올랐으나 AC/DC의 "War Machine"이 수상하였다.

## 작곡
2007년 4월 2일 아이튠즈 스토어를 통해 싱글과 뮤직비디오가 공개되었으며 이어 영국과 오스트레일리아에 공개되었다. 공식 홈페이지에서도 스트리밍을 개시하며 이어 뮤직비디오도 짧게 게시하였다.
노래의 시작은 피아노 리프로 시작하여 힙합 계열의 드럼 라인이 추가되며 이어 기타 리프가 나온다. 라이브 공연에서는 마이크 시노다가 피아노 인트로를 연주한 다음 바로 기타를 연주한다. 또한 이 곡의 특징은 "Breaking the Habit"을 제외한 여태까지 린킨 파크가 발매한 곡들과는 다르게 마지막에 "na na na"를 반복하는 것을 제외하고 마이크 시노다의 보컬이 거의 들어가지 않는다. "What I've Done"은 또한 Minutes to Midnight에 수록된 곡 중 가장 마지막에 작곡된 곡이며, 곡에는 또한 다운비트가 계속해서 나오며, 곡이 끝날 때까지 계속 된다.

## 수록곡
CD 1
전체 작사·작곡: 린킨 파크
| #  | 제목                            | 재생 시간 |
| -- | ------------------------------- | --------- |
| 1. | 〈What I've Done〉 (Radio Edit) | 3:29      |
| 2. | 〈Faint〉 (Live in Japan)       | 2:45      |

CD 2 (맥시 / AU 싱글)
| #  | 제목                                | 재생 시간 |
| -- | ----------------------------------- | --------- |
| 1. | 〈What I've Done〉                  | 3:28      |
| 2. | 〈Faint〉 (Live in Japan)           | 2:46      |
| 3. | 〈From the Inside〉 (Live in Japan) | 3:31      |

DVD 버전
| #  | 제목                              | 재생 시간 |
| -- | --------------------------------- | --------- |
| 1. | 〈What I've Done〉 (뮤직비디오)   | 3:29      |
| 2. | 〈Faint〉 (Live in Japan; 비디오) | 2:45      |

7" 픽쳐 디스크 포맷
| #  | 제목                            | 재생 시간 |
| -- | ------------------------------- | --------- |
| 1. | 〈What I've Done〉 (radio edit) | 3:29      |
| 2. | 〈Faint〉 (Live in Japan)       | 2:58      |

음반에 수록된 모든 라이브 음원은 2006년 8월 13일, 일본 도쿄 치바 마린 스타디움에서 열렸던 섬머 소닉에서의 라이브를 수록하였다.

## 뮤직비디오
"What I've Done"의 뮤직비디오는 인류에 대한 문제점과 풍자, 지구와 환경에 대한 재난과 나쁜 영향들을 다루고 있다. 뮤직비디오 내에서 여러 가지 장면을 대비하여 구성하는데, 비만인 사람이 패스트 푸드를 먹는 장면과 줄자로 허리를 재는 여자가 나오다 반대적으로 배고픔에 굶주려 몰골이 보이는 남자가 나온다. 또한 과거 아프리카계 미국인들을 차별하였던 쿠 클럭스 클랜과 핵 폭발 장면, 9·11 테러로 세계 무역 센터가 붕괴되는 장면, 아이들이 미국 국기를 흔드는 장면과 이와는 반대로 중동에서 어린 아이가 AK-47을 쥐고 있는 모습, 기름 유출로 기름에 뒤덮인 새 등 여러 장면으로 구성되어 있다. 뮤직비디오의 감독은 밴드의 DJ인 조셉 한이 맡았으며, 촬영은 캘리포니아 사막에서 이루어졌다. 2007년 4월 2일, MTV와 퓨즈 TV를 통해 선공개되었으며, 이어 다음 날 MTV 아시아, MTV 독일 등 전 세계에 공개되었다.
사막에서 촬영한 밴드 장면과 함께 뮤직비디오에서는 사회의 다양성과 오염과 지구 온난화, 인종 차별, 나치즘, 쿠 클럭스 클랜, 낙태, 기아, 테러리즘, 복지, 핵 전쟁, 빈곤, 마약 중독, 비만 등과 유가 폭등, 범죄 등을 포함한 장면들이 나오며, 테레사 수녀, 에이브러햄 링컨, 로버트 케네디, 피델 카스트로, 아돌프 히틀러, 베니토 무솔리니, 마오 쩌둥, 이오시프 스탈린, 마하트마 간디 등 역사 속 중요한 인물들 또한 짧게 나온다. 또한 라이즈 어게인스트의 "Ready to Fall" 뮤직비디오에 사용되기도 했던 교통 장면과 네이팜탄 폭발 장면 등이 사용되었다.
이후 MTV에서 진행한 프로그램 Battle of the Videos에서 에반에센스의 "Sweet Sacrifice"와 릴 마마의 "Lip Gloss"를 눌렀으며 뮤직비디오 공개 후 MTV의 토탈 리퀘스트 라이브에서 첫 주에 1위, 이후 6차례 1위에 올라 장기간 동안 인기를 끌었다. 또한 360만명 이상의 조회 수를 기록하여 유튜브 내 가장 많이 본 비디오 50위 안에 기록되었으나 이후 워너 뮤직 측에서 게시물을 삭제하였다. 또한 AOL에서 라이브 퍼포먼스를 진행하기도 하였다.

### 뮤직비디오에 사용된 영상들
아래는 뮤직비디오에 사용된 영상들이다 :
| - 전갈 - 시계 태엽 - 흰머리수리 - 사막화 - 걸프전에서의 미사일 발사 장면 - 경찰 폭동 진압 - 1960년대 앨라배마 버밍엄에서의 시민 인권 운동 - 빌딩에서 아이를 구하는 소방관 - 남아메리카 폭동 - 구호활동하는 캐나다 군 - 베트남 전쟁 - 지구 온난화 - 도시화 - 오염 - 상아를 삶는 장면 - 삼림 벌채 - 북극곰 - 세계 후진국의 사람들 - 비만 - 거식증 - 기아 - 허리케인 카트리나 - 스톤헨지 - 아야 소피아 | - 기자의 대피라미드 - 파르테논 신전 - 비트루비우스적 인간 - 테레사 수녀 - 로버트 F. 케네디 - 마하트마 간디 - 석가모니 - 마오 쩌둥 - 에이브러햄 링컨 - 피델 카스트로 - 쿠 클럭스 클랜 - 아돌프 히틀러 - 사담 후세인 - 9·11 테러 | - 세포 분열 - 재생 - 탄생 - 유전공학 - 마약 남용 - 펭귄 - 기름 유출 - 트리니티 실험 핵 폭발과 핵 실험 - 미국 국기를 흔드는 아이들 - 팔레스타인인 (AK-47을 들고 있는 아이) - 아우슈비츠 강제 수용소 - 이오시프 스탈린 - 국수주의 (부분적으로 미국주의) - 아크로폴리스 - 술탄 아흐메트 모스크 - 로버트 무가베 - 베니토 무솔리니 - 마틴 루터 킹 - 오클라호마 폭탄 테러 |